# Аргајл (округ)
Аргајл (енгл. Argyle, Argyllshire) или Аргајлшајр, историјски округ у западној Шкотској.

## Историја
Област Аргајла су у 6. веку населили Шкоти, келтско племе из краљевине Далријада у северној Ирској, проширивши своју државу на шкотску западну обалу и сукобљавајући се са Пиктима, сродним келтским паганским племенима која су већ насељавала Шкотску у то време. Далријада је после оснивања ирског манастира на острву Јона (563) примила хришћанство и постала центар покрштавања целе северне Шкотске током 7. века, али је ускоро пала под доминацију краљевства Пикта. Ситуација се променила у 9. веку, када је краљевство Пикта било ослабљено непрестаним најездама Викинга. То је искористио Кенет Мекалпин (владао 843-860), краљ Далријаде, да припоји државу Пикта и оснује краљевину Албу, претечу краљевине Шкотске. Након уједињења преместио је своју престоницу из Данада у Аргајлу у Скон у Перту.